# 滕海滨
滕海濱（1985年1月2日—），生於北京，世界級體操運動員，被譽為「有望成为继李小鵬之后的新领军人物」。
滕海濱最初在入讀北京什刹海体校學習体操，之後进入北京市队。兩年後入選国家队。
滕海濱於2000年首先奪得全国青少年体操锦标赛自由体操冠军、单杠冠军、双杠冠军以及全能冠军，同年再奪法国国际体操邀请赛双杠、鞍马以及自由操冠軍。2002年分別贏得「全国锦标赛」单杠冠军、釜山亚运会单杠、鞍马及团体賽金牌、世锦赛鞍马殿軍。1年後再奪得世锦赛鞍马與团体冠军。
2004年，滕海濱於男子鞍马項目中為中國摘下了2004年雅典奧運唯一的一面體操金牌。可惜的是，滕海滨在2004年夏季奥林匹克运动会的男子体操团体比赛失利，加上狀態每況愈下，令他無緣2008年夏季奥林匹克运动会。
2009年，在第十一屆全運會奪得男子個人全能金牌。
2012年，滕海滨原本將要代表中国出戰英國倫敦舉行的奥林匹克运动会體操比賽；但在奧運開幕前數天，他在北爱尔兰训练时不慎弄伤小臂；數天後，总教练黄玉斌認為他不能在短时间内恢复，因而被迫宣布由郭伟阳顶替他。
2014年3月14日，滕海滨與張楠領証完婚。

## 外部連結
- 滕海滨(双杠) （页面存档备份，存于）